# リディア・サルモノワ
リディア・サルモノワ（Lyda Salmonova、1889年7月14日 - 1968年11月7日）はチェコスロバキアの女優。パウル・ヴェゲナーの作品に多数出演し、後にヴェゲナーと結婚した。

## 生涯
1910年、ベルリンで舞台デビュー後、マックス・ラインハルトのドイツ座で活躍。
1913年から1923年にかけて、パウル・ヴェゲナーのほぼすべての映画に出演。ヴェゲナーとは結婚。息子のペーター・ヴェゲナー（1917年 - 2008年）は物理学者になり、第二次世界大戦中はV2ロケットの開発に関わった。
1923年、女優を引退。ウーファで後進の指導にあたる。
第二次世界大戦後は生まれ故郷のプラハに戻った。

## 出演作品
- モンナ・ヴンナ
- 影を失へる男
- ファラオの恋
- 白痴
- 巨人ゴーレム
- 巨人ゴラン
- ニッセン
- ゴーレム
- プラーグの大学生